# Дормер, Роберт, 1-й барон Дормер
Сэр Роберт Дормер из Уинга, 1-й баронет, 1-й барон Дормер из Уинга (англ. Robert Dormer, 1st Baron Dormer; 26 января 1551 — 8 ноября 1616) — английский дворянин и пэр.

## Биография
Единственный сын сэра Уильяма Дормера (? — 1575) и его второй жены Дороти Пелэм (урожденной Кейтсби) . Он учился в Грейс-Инн в 1567 году и получил степень бакалавра в Оксфордском университете в 1569 году.
В 1575 году Роберт Дормер унаследовал значительные земли и поместья своего отца в Бакингемшире и других местах, а также состояние, которое, по оценкам испанского посла, оценивалось в 100 000 дукатов. Дормер стал мировым судьей в 1577 году. Он служил верховным шерифом Бакингемшира в 1584 году и был посвящен в рыцари в 1591 году . Он был избран в качестве члена парламента от Трегони в 1571 году и от Бакингемшира в 1593 году.
В июне 1615 года ему был присвоен титул баронета из Уинга. Всего несколько недель спустя он был возведен в звание пэра как барон Дормер из Уинга в графстве Бакингемшир.

## Семья
Роберт Дормер женился на Элизабет Браун (ум. после 29 сентября 1628), дочери Энтони Брауна, 1-го виконта Монтегю, от которой у него было шесть сыновей и три дочери. Роберт Дормер был зятем Генри Ризли, 2-го графа Саутгемптона, который был женат на сестре Элизабет, Мэри. Его сводная сестра Джейн вышла замуж за испанского посла Гомеса Суареса де Фигероа и Кордова, 1-го герцога Фериа.
Его бабушка по отцовской линии, Джейн Ньюдигейт, была сестрой картезианского мученика Себастьяна Ньюдигейта, но и Роберт Дормер, и его отец, похоже, соответствовали установленной церкви. Тем не менее, Дормер питал сильные католические симпатии, поскольку многие из его родственников оставались католиками. Сэр Уильям Дормер был другом влиятельного Фрэнсиса Рассела, 2-го графа Бедфорда, чье покровительство, судя по всему, распространялось и на сына Уильяма, Роберта, и в некоторой степени ограждало семью от пристального внимания со стороны уголовного законодательства, несмотря на то, что Роберт породнился с католической семьей Монтегю.
Его дочь Дороти вышла замуж за сэра Генри Хаддлстона из Состон-холла.

## Смерть
Лорд Дормер умер 18 ноября 1616 года в возрасте 65 лет и был похоронен в церкви Всех Святых в Уинге, где в его память установлен впечатляющий памятник. Ему наследовал его внук Роберт Дормер, 2-й барон Дормер (ок. 1610—1643), который в 1628 году стал 1-м графом Карнарвоном.